# Hrinkow Advarics
Das Team Hrinkow Advarics ist ein österreichisches Radsportteam mit Sitz in Steyr.

## Organisation und Geschichte
Das Team wurde zur Saison 2015 gegründet und ist im Besitz einer Lizenz als UCI Continental Team. Gründer waren Vater Alexander Hrinkow und Sohn  Dominik Hrinkow. Während der Vater das Management übernahm, war der Sohn selbst bis Ende der Saison 2019 als Radrennfahrer im Team aktiv.
Das Team ist in den Verein Hrinkow Bikes Steyr integriert. Hauptsponsor und Namensgeber ist der österreichische Radhersteller Hrinkow-Bikes.

## Saison 2025
Mannschaft
| Teamkader 2025          | Teamkader 2025     | Teamkader 2025 | Teamkader 2025                |
| Name                    | Geburtsdatum       | Land           | Vorheriges Team               |
| ----------------------- | ------------------ | -------------- | ----------------------------- |
| Giacomo Ballabio        | 10. Januar 1998    | Italien        | Global 6 United (2024)        |
| Loïc Bettendorff        | 28. April 2001     | Luxemburg      | Global 6 United (2024)        |
| Paul Buschek            | 19. Juli 2002      | Österreich     | Tirol KTM Cycling Team (2024) |
| Dominik Hödlmoser       | 27. September 2005 | Österreich     | Felt Felbermayr (2024)        |
| Maximilian Kabas        | 2. August 2001     | Österreich     | WSA KTM Graz p/b Leomo (2023) |
| Valentin Poschacher     | 12. August 2006    | Österreich     |                               |
| Jaka Primožič           | 8. Dezember 1998   | Slowenien      | Kolesarski klub Kranj (2021)  |
| Edward Ravasi           | 5. Juni 1994       | Italien        | Eolo-Kometa (2022)            |
| Richard Riška           | 27. Dezember 2005  | Slowakei       | ATT Investments (2024)        |
| Riccardo Verza          | 22. August 1997    | Italien        | Zalf Euromobil Fior (2022)    |
| Riccardo Zoidl          | 8. April 1988      | Österreich     | Felt Felbermayr (2024)        |
|                         |                    |                |                               |
| Quelle: ProCyclingStats |                    |                |                               |

Erfolge
| Siege | Siege  | Siege | Siege  | Siege  | Siege |
| Datum | Rennen | Staat | Klasse | Sieger |       |
| ----- | ------ | ----- | ------ | ------ | ----- |

## Erfolge pro Saison
| Rennserie                 | 2015 | 2016 | 2017 | 2018 | 2019 | 2020 | 2021 | 2022 | 2023 | 2024 |
| ------------------------- | ---- | ---- | ---- | ---- | ---- | ---- | ---- | ---- | ---- | ---- |
| UCI ProSeries             | -    | -    | -    | -    | -    | -    | -    | -    | -    | -    |
| UCI Continental Circuits  | 3    | -    | 3    | -    | 2    | -    | 2    | 4    | -    | 1    |
| nationale Meisterschaften | -    | -    | -    | -    | -    | -    | -    | -    | -    | 1    |

## Platzierungen in UCI-Ranglisten
UCI-Weltrangliste
| World Ranking | World Ranking | World Ranking             | World Ranking |
| Jahr          | Teamwertung   | Einzelwertung             |               |
| ------------- | ------------- | ------------------------- | ------------- |
| 2016          | —             | Sebastian Baldauf (919. ) |               |
| 2017          | —             | Patrick Bosman (1052. )   |               |
| 2018          | —             | Jonas Rapp (999. )        |               |
| 2019          | 142.          | Markus Freiberger (719. ) |               |
| 2020          | 151.          | Andreas Hofer (1137. )    |               |
| 2021          | 104.          | Jonas Rapp (436. )        |               |
| 2022          | 73.           | Rainer Kepplinger (407. ) |               |
| 2023          | 126.          | Jaka Primožič (926. )     |               |
| 2024          | 105.          | Jaka Primožič (524. )     |               |
|               |               |                           |               |
| Quelle: UCI   |               |                           |               |

UCI Europe Tour
| Saison | Mannschaftswertung | Fahrerwertung             |
| ------ | ------------------ | ------------------------- |
| 2015   | 77.                | Clemens Fankhauser (151.) |
| 2016   | 107.               | Sebastian Balsauf (744.)  |
| 2017   | 100.               | Patrick Bosmann (661.)    |
| 2018   | 94.                | Jonas Rapp (656.)         |